# Хекель, Эрнст
Эрнст Хекель (нем. Ernst Häckel; 5 апреля 1890 — 26 сентября 1967) — германский военачальник, генерал-лейтенант (1942), участник Первой и Второй мировых войн. Кавалер Рыцарского креста Железного креста (1944).

## Биография
Поступил на военную службу в баварскую армию общегерманских войск в 1909 году, в 1911 году получил звание лейтенанта. 
Участвовал в Первой мировой войне, 9 июля 1915 года произведён в обер-лейтенанты, получил за заслуги Железный крест обоих классов.
После поражения — в рейхсвере, с 1919 года — капитан, с 1931 года — майор, с 1934 года — подполковник и командир пехотного батальона. 1 октября 1936 года получил звание полковника, 12 октября 1937 года назначен командиром 107-го пехотного полка. С началом Второй мировой войны (1939) его полк включён в состав 34-й пехотной дивизии на Западном фронте. В 1940 года командовал своим полком во Французской кампании.
1 октября 1940 года получил звание генерал-майора, тогда же назначен командиром 263-й пехотной дивизии. В войне против СССР в составе группы армий «Центр» участвовал в Белостокско-Минском и Смоленском сражениях и битве за Москву. 19 декабря 1941 года получил Немецкий крест в золоте. 25 апреля 1942 года оставил командование дивизией и отчислен в резерв фюрера. 
1 мая 1942 назначен командиром 158-й дивизии (с октября 1942 года — 158-я резервная дивизия), с 5 августа 1944 года — командир 16-й пехотной дивизии, сформированной во Франции на основе 158-й дивизии (с октября 1944 года — 16-я народно-гренадёрская дивизия), 1 октября 1942 года получил звание генерал-лейтенанта. 
В кампании 1944 года во Франции действовал на Верхнем Рейне, 28 октября 1944 года награждён Рыцарским крестом Железного креста. 15 ноября 1944 года оставил командование и отчислен в резерв, в феврале—марте 1945 года командовал дивизией № 471.
После поражения — в плену, освобождён 27 сентября 1947 года. 